# Кислянка (Цілинний округ)
Кисля́нка (рос. Кислянка) — село у складі Цілинного округу Курганської області, Росія.
Населення — 841 особа (2010, 1145 у 2002).
Національний склад станом на 2002 рік:
- росіяни — 70 %